# Insetti ausiliari
Sono detti insetti ausiliari quegli organismi appartenenti all'ordine degli Insecta che predano o parassitizzano insetti o altri artropodi fitofagi e permettono di evitare o limitare l'uso degli insetticidi utilizzati direttamente nella lotta biologica e nella lotta integrata, sia in agricoltura convenzionale, sia in varie forme di agricoltura sostenibile come l'agricoltura biologica e l'agricoltura integrata. Sono inoltre impiegati in altre attività dell'uomo come la gestione dei parchi, dei giardini e delle aree boschive, nella difesa delle derrate alimentari e altri materiali utilizzati come beni economici dall'uomo (legname, sementi, ecc.).

## Acari
- Tutte le specie appartenenti ai generi Amblyseius e Neoseius;
  - Amblyseius cucumeris;
  - Amblyseius swirskii;
  - Phytoseiulus persimilis;

## Neurotteri
- Crisopidi: predatori allo stadio larvale. Fra i più noti:
  - Chrysoperla carnea;

## Coleotteri
- Coccinellidi: predatori allo stadio larvale e adulto. Fra i più noti:
  - Adalia bipunctata;
  - Chilocorus: specialmente Chilocorus bipustulatus;
  - Coccinella septempunctata;
  - Coccinella decempunctata;
  - Exochomus;
  - Harmonia conglobata;
  - Oligota
  - Rodolia cardinalis;
  - Scymnus;
  - Stethorus punctillum;

## Rincoti
- Antocoridi: predatori in tutti gli stadi:
  - Anthocoris: specialmente Anthocoris nemoralis;
  - Orius: specialmente Orius insidiosus, Orius laevigatus; Orius majusculus e Orius niger.

## Ditteri
- Sirfidi: alcuni generi predatori allo stadio larvale:
  - Syrphus
  - Scaeva
  - Episyrphus balteatus

- Cecidomyiidae: alcune specie predatrici allo stadio larvale:
  - Aphydoletes;

## Eterotteri
- Miridae (sottofamiglie: Deraeocorinae, Mirinae, Orthotylinae e Phylinae);

specialmente:
- - Cyrtopeltis tenuis;
  - Deraeocoris brevis;
  - Deraeocoris flavilinea;
  - Dicyphus errans;
  - Dicyphus hesperus;
  - Dicyphus tamaninii;
  - Macrolophus caliginosus;
  - Macrolophus nubilis;
  - Macrolophus pygmaeus;
  - Nesidiocoris tenuis;

## Imenotteri
- Aphelinidae
  - Aphelinus mali;
  - Aphytis chrysomphali;
  - Aphytis coheni;
  - Aphytis holoxanthus;
  - Aphytis melinus;
  - Prospaltella berlesei;

- - Encarsia formosa;
  - Encarsia tricolor;
  - Eretmocerus mundus;

- Eulophidae:
  - Dacnusa sibirica;
  - Diglyphus begini;
  - Diglyphus isaea;

- - Nasonia vitripennis
  - Neodryinus typhlocybae;

- Trichogrammatidae;

## Tisanotteri
- - Aeolothrips intermedius;

Per la lotta biologica sono utilizzati anche dei nematodi entomopatogeni:
- - Heterorhabditis bacteriophora;
  - Steinernema carpocapsae;
  - Steinernema feltiae;

Per la lotta biologica sono utilizzati anche dei funghi:
- - Beauveria bassiana;
  - Verticillum lecanii;
  - Streptomyces griseoviridis.